# آقطی (سرده)
آقطی (نام علمی: Sambucus) آقطی . (معرب ، اِ) نام گیاهی که به آن خمان کبیر، انگور کولی، بیلسان، بیلاسان، شُبوقه و یاس کبود نیز می گویند. نام آن به لاتین، سامبوکوس نیگرا می باشد.